# David Seijo
David Seijo Sanmiguel (Villagarcía de Arosa, Pontevedra, 25 de febrero de 1983) es un actor español.

## Biografía
David Seijo Sanmiguel nació el 25 de febrero de 1983 en Villagarcía de Arosa (Pontevedra, Galicia). Actor gallego con formación completa en el estudio Juan Carlos Corazza (2004-2009). Cursó diversos seminarios entre los que se pueden destacar: Roles y registros con Catalina Lladó, Técnica con Manuel Morón, Espacio escénico con Jean Guy Lecat entre otros.
Desde joven mostró interés por la interpretación, involucrándose en proyectos teatrales y musicales. Después de varios años de estudio, se traslada a La Coruña, lugar donde reside su familia paterna, para estudiar Pedagogía teatral.
Allí se vincula a un grupo de comedia del arte llamado Estragón, con el que representa varias funciones de teatro como Mariones, Muertos vivos… Más tarde se marcha a Aviñón (Francia) para estudiar Comedia del arte con Carlo Bosso y seminarios de pantomima y esgrima con Josef Markocki.

## Televisión

### Personajes Fijos
- Raphael (2009)
- El barco (2011-2013) como Ramiro Medina
- Cuéntame cómo pasó (2016) como Benjamín "Benji" (Recurrente)
- Dalia, a modista (2016-2017) como Gonzalo Ferreiro
- Vidago Palace (2017) como Pedro "El Portugués"
- Néboa (2020) como Cascudo
- O sabor das Margaridas (2021) como Detective Miranda

### Personajes episódicos
- Eva y kolegas (2008) como matones de El Santo
- Aída (2012) (1 episodio)
- Vivir sin permiso (2018) como Hijo del dueño de la conservera

## Cortometrajes
- Cuando me recuerdes (2008)
- Una vida a través del objetivo (2010)
- 11 (2010)

## Cine
- León y Olvido (2004)
- Afterparty (2013)